# Райлан
Райлан — деревня в Бугульминском районе Татарстана. Входит в состав Татарско-Дымского сельского поселения.

## География
Находится в юго-восточной части Татарстана на расстоянии приблизительно 18 км на юг-юго-восток по прямой от районного центра города Бугульмау речки Дымка.

## История
Основана в 1920-х годах.

## Население
Постоянных жителей было: в 1938 году — 233, в 1949—216, в 1958—121, в 1970—150, в 1979—133, в 1989 — 93, в 2002 году 72 (татары 89 %), в 2010 году 52.